# Dipartimento di General Manuel Belgrano
General Manuel Belgrano è un dipartimento argentino, situato nel nord-est della provincia di Misiones, con capoluogo Bernardo de Irigoyen.
Esso confina con i dipartimenti di Iguazú, Eldorado e San Pedro, e con la repubblica del Brasile.
Secondo il censimento del 2010, su un territorio di 3.331 km², la popolazione ammontava a 42.902 abitanti.
Municipi del dipartimento sono:
- Bernardo de Irigoyen
- Comandante Andrés Guacurarí
- San Antonio